# Lasiodora panamana
Lasiodora panamana là một loài nhện trong họ Theraphosidae.
Loài này thuộc chi Lasiodora. Lasiodora panamana được Alexander Petrunkevitch miêu tả năm 1925.